# Championnats de France de triathlon longue distance 2009
Navigation
Édition précédente Édition suivante
Cet article présente les résultats du Championnats de France de triathlon longue distance 2009, qui a eu lieu à Belfort le dimanche 6 juin 2009.

## Championnat de France de triathlon longue distance 2009

### Résultats

#### Homme
|        | Triathlète        | Temps           |
| ------ | ----------------- | --------------- |
| Or     | Sylvain Sudrie    | 5 h 42 min 36 s |
| Argent | Sébastien Berlier | 5 h 50 min 27 s |
| Bronze | Stéphane Poulat   | 5 h 52 min 54 s |
| 4      | Franky Batelier   | 5 h 57 min 33 s |
| 5      | Charly Loisel     | 6 h 01 min 03 s |
| 6      | Benoit Menestrier | 6 h 01 min 50 s |
| 7      | Benoit Augueux    | 6 h 05 min 23 s |

#### Femme
|        | Triathlète         | Temps           |
| ------ | ------------------ | --------------- |
| Or     | Delphine Pelletier | 6 h 28 min 58 s |
| Argent | Isabelle Ferrer    | 6 h 55 min 05 s |
| Bronze | Estelle Leroi      | 7 h 06 min 17 s |
| 4      | Pauline Chagnon    | 7 h 19 min 30 s |
| 5      | Alexandra Robert   | 7 h 20 min 15 s |